# Leptonema viridianum
Leptonema viridianum är en nattsländeart som beskrevs av Navás 1916. Leptonema viridianum ingår i släktet Leptonema och familjen ryssjenattsländor. Inga underarter finns listade i Catalogue of Life.